# Folk Győző
Folk Győző (Budapest, 1939. május 2. – Budapest, 2020. január 16.) növényvédelmi szakmérnök, mezőgazdasági mérnök, adjunktus, szakíró, kutató, egyetemi oktató.

## Élete

### Fiatalkora
Budapesten született a 13. kerületben. Gyermekkorában a 2. kerületben, Pesthidegkúton, a Kazinczy utcában, majd élete végéig Pasaréten élt
Elemi és középiskoláját Pesthidegkúton, Budapesten végezte. Főiskolára Budapesten és Gödöllőn járt.
Gyermekkora óta a kertészettel foglalkozott.
A növénykórtan tantárgy és gyakorlatai, valamint a Növénykórtan Tanszék preparátumgyűjteménye és szemléltető anyagai iránt érdeklődött. A mikroszkópok világával, a tanszéki renddel, a szigorral és a következetességgel szimpatizált.

### Tanulmányai
- II. számú körzeti állami népiskola, Pesthidegkút-Széphalom (1945–1953)
- Budapesti, II. áll. Rákóczi Ferenc ált. gimnázium (1954–1957)
- Kertészeti és Szőlészeti Főiskola (egyetemi rendszerben kilenc szemeszter, 1957–1961), 1962. 01. 25. – okl. mezőgazdasági (kertész) mérnök.
- Gödöllői Agrártudományi Egyetem nappali tagozat, 1963. 12. 16. – okl. növényvédelmi szakmérnök.
- A kertészettudományok doktora (A muskátli rozsdabetegsége), 1978. 10. 13.

## Munkássága
A Szent István Egyetemen tanárként az oktatói munkát fontosnak tartotta és kedvvel végezte. Meggyőződése volt, hogy az oktatás a jövőt szolgálja. A tanszéken olyan példaképeivel dolgozhatott együtt, mint Bognár Sándor és Glits Márton professzorok. Kertészhallgatók generációit oktatta főiskolai, kertészmérnöki és növényvédelmi szakmérnöki szakon, nappali és levelező tagozaton. Oktatott tárgyai a kertészeti növénykórtan, az integrált növényvédelem és a dísznövények betegségei.
Nyárádszeredában (Románia) és Zentán (Szerbia) több mint egy évtizedig oktatta a növényvédelmi tárgyakat.
Külföldi tudományos kapcsolatai közül a német, a román és a bolgár nyelvterületet említhetjük meg.
A mezőgazdasági mikológia területét kutatta. Fő kutatási területe a dísznövények gombás betegségei volt. A peronoszpóra-, lisztharmat- és rozsda-gombafajokkal és egyes Botrytis-, Exobasidium-, Fusarium-, Phialophora-, Phytophthora-, Sclerotinia- és Stemphylium-fajokkal foglalkozott.
Tusnádi Csaba Károly növényvédelmi szakmérnökkel (budapesti Rozmaring Termelőszövetkezet) együttműködve, sok növénykórtani kérdést oldottak meg. Beszámoltak az afrikaiibolya, az azálea, a gerbera, a krizantém, a mikulásvirág, a szegfű stb. betegségeiről. Elkészítették e növények üzemi növényvédelmi technológiáját.
Egyetemi kollégáival tisztázták a gerbera és a növényházi szegfű hervadásának hazai kórokait, és kidolgozták a kórokozók laboratóriumi tesztelési módszereit. Jó néhány dísznövénybetegség első hazai előfordulását is megfigyelték (gerberalisztharmat, krizantém-fehérrozsda, muskátlirozsda, rózsaperonoszpóra, a szegfű fialofórás hervadása, a tulipán fuzáriumos betegsége stb.).
Megalkotta több dísznövény üzemi növényvédelmi technológiáját.
Szerzőtársaival 14 könyvet, könyvrészletet, illetve jegyzetet írt. 39 tudományos értekezése jelent meg, ismeretterjesztő cikkeinek száma 24.
2007-ben, betegségei miatt, nyugalomba vonult. 2020. január 16-án, hosszan tartó gyengélkedés után elhunyt (Farkasréti temető, 2/2. parcella, 2. sor, 21-es sírhely).
Dr. Palkovics László, a Szent István Egyetem akkori rektora, tanszékvezető, egyetemi tanár, így jellemezte őt: „Szerény személyét, tudását, precizitását nem lehet eléggé méltatni. A Kertészettudományi Kar, mai oktatói közül, szinte mindenkit tanított. Örök példaképünk marad mint jó előadó és emberséges tanár.” (2020. 02. 16.

## Munkahelyei
- Bács-Kiskun Megyei Növényvédő Állomás (A Kiskőrösi járásban, körzeti felügyelőként, feladata a szőlő- és gyümölcsültetvények védelme, növény egészségügyi és zárszolgálati tevékenység volt.)
- Kertészeti és Szőlészeti Főiskola, Növénykórtani Tanszék (Kertészeti Egyetem, Kertészeti és Élelmiszeripari Egyetem, Szent István Egyetem, Budapesti Corvinus Egyetem) (1964–2007, adjunktus)
- Budapesti Rozmaring Termelőszövetkezet (növényvédelmi szaktanácsadó)

A Kertgazdaság folyóirat szerkesztőbizottságának tagja.

## Művei

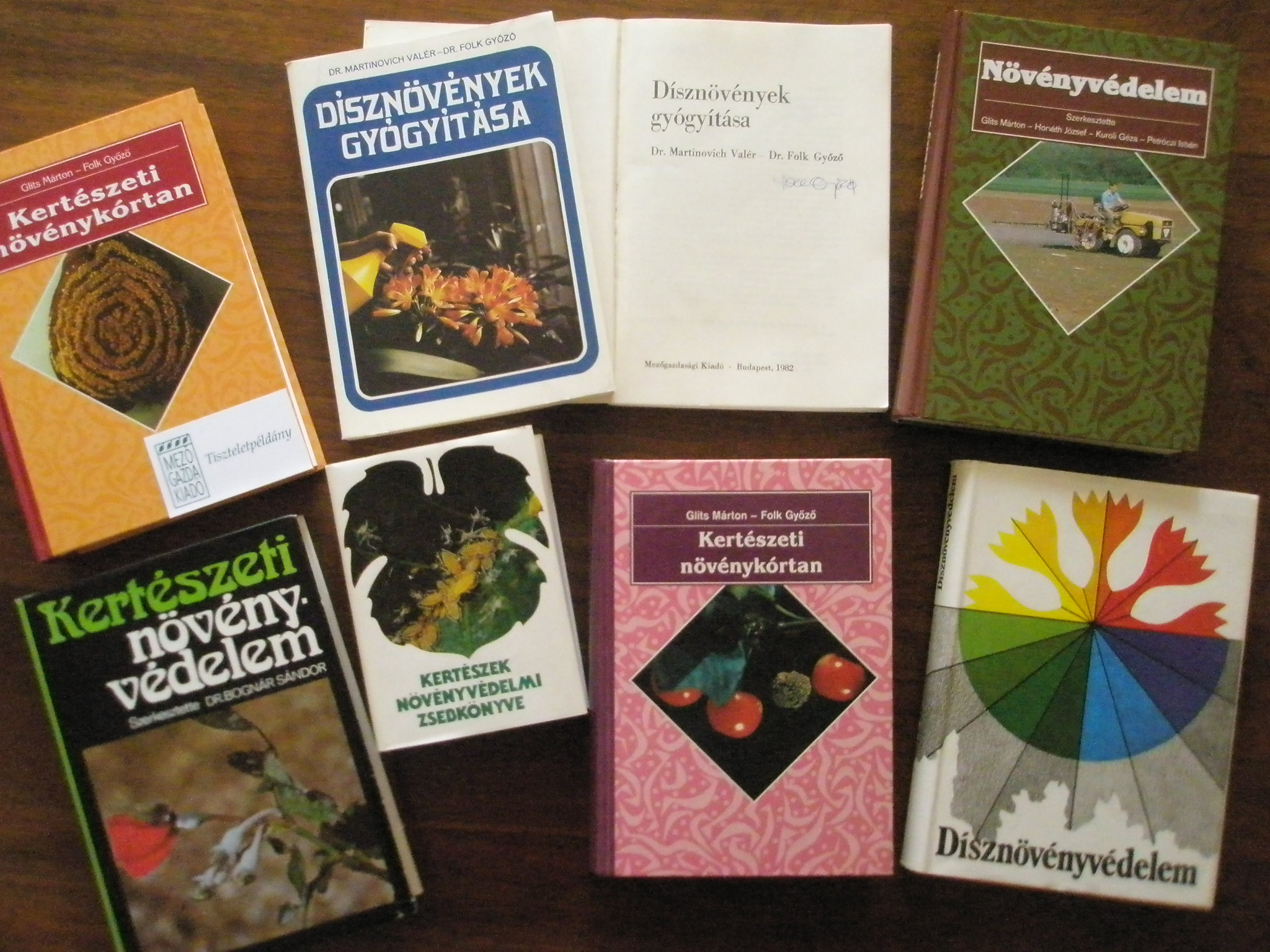

- Dísznövényvédelem – Folk Győző, Martinovich Valér, Vértesi Judit (1975)
- Növénykórtan II. – Dr. Glits Márton, Folk Győző, H. Imre Katalin (1978)
- Kertészeti növényvédelem – Folk Győző és szerzőtársai, szerkesztette: dr. Bognár Sándor (1978)
- Kertészek növényvédelmi zsebkönyve – Dr. Farkas Károly, dr. Folk Győző, dr. Glits Márton (1983)
- Dísznövények gyógyítása – Dr. Martinovich Valér, dr. Folk Győző (1982)
- Növényvédelem – Dr. Folk Győző és szerzőtársai, szerkesztette dr. Glits Márton, Honáth József, Kuroli Géza, Petróczi István (1997)
- Kertészeti növénykórtan – Dr. Folk Győző, dr. Glits Márton (1993,[1] 1996, 1997, 2000[2] 2009)

## Kitüntetései, elismerései
- Magyar Agrártudományi Egyesület Aranykoszorús jelvénye (1981)
- Budapesti Corvinus Egyetem Kertészettudományi Kara, Entz Ferenc-emlékérem (2005)
- Magyar Növényvédelmi Társaság, Linhart György emlékérem és emlékplakett (2009)
- Aranyoklevél (2012. 08. 30.)
- Emléklap a Kertgazdaság folyóirat 50., jubileumi évfolyama alkalmából (2018. 10. 18.)